# Солчава
Солчава (словен. Solčava) — поселення в общині Солчава, Савинський регіон, Словенія. Висота над рівнем моря: 643,8 м.